# Extraliga (damvolleyboll, Slovakien)
Extraliga är den högsta serien i det slovakiska seriesystemet i volleyboll och det som avgör vilket lag som blir slovakiska mästare. Tävlingen spelas sedan 1992. VK Slávia EU Bratislava är med 20 segrar det mest framgångsrika laget.

## Resultat per år
| År                      | Podium                  | Podium                  | Podium                    |
| Mästare                 | Tvåa                    | Trea                    |                           |
| ----------------------- | ----------------------- | ----------------------- | ------------------------- |
| 1992-93 mer information | VK Slávia EU Bratislava | -                       | -                         |
| 1993-94 mer information | VK Slávia EU Bratislava | -                       | -                         |
| 1994-95 mer information | VK Slávia EU Bratislava | -                       | -                         |
| 1995-96 mer information | AC Uniza Žilina         | -                       | -                         |
| 1996-97 mer information | AC Uniza Žilina         | -                       | -                         |
| 1997-98 mer information | VK Slávia EU Bratislava | -                       | -                         |
| 1998-99 mer information | VK Slávia EU Bratislava | -                       | -                         |
| 1999-00 mer information | VK Slávia EU Bratislava | -                       | Doprastav Bratislava      |
| 2000-01 mer information | VK Slávia EU Bratislava | -                       | -                         |
| 2001-02 mer information | VK Slávia EU Bratislava | SVK Senica              | VK Slávia EU Bratislava B |
| 2002-03 mer information | VK Slávia EU Bratislava | SVK Senica              | VK Slávia EU Bratislava B |
| 2003-04 mer information | VK Slávia EU Bratislava | AC Uniza Žilina         | MŠK Žiar nad Hronom       |
| 2004-05 mer information | SVK Senica              | VK Slávia EU Bratislava | Doprastav Bratislava      |
| 2005-06 mer information | SVK Senica              | VK Slávia EU Bratislava | MŠK Žiar nad Hronom       |
| 2006-07 mer information | SVK Senica              | VK Slávia EU Bratislava | VTC Pezinok               |
| 2007-08 mer information | VK Slávia EU Bratislava | UKF Nitra               | Doprastav Bratislava      |
| 2008-09 mer information | Doprastav Bratislava    | VK Slávia EU Bratislava | SVK Senica                |
| 2009-10 mer information | VK Slávia EU Bratislava | SVK Senica              | Doprastav Bratislava      |
| 2010-11 mer information | VK Slávia EU Bratislava | Doprastav Bratislava    | VTC Pezinok               |
| 2011-12 mer information | Doprastav Bratislava    | VK Slávia EU Bratislava | VTC Pezinok               |
| 2012-13 mer information | VK Slávia EU Bratislava | Doprastav Bratislava    | VŠK Paneurópa             |
| 2013-14 mer information | Doprastav Bratislava    | VK Slávia EU Bratislava | VTC Pezinok               |
| 2014-15 mer information | VK Slávia EU Bratislava | VK Spišská Nová Ves     | VTC Pezinok               |
| 2015-16 mer information | VK Slávia EU Bratislava | KV MŠK Oktan Kežmarok   | Bratislavský VK           |
| 2016-17 mer information | VK Slávia EU Bratislava | Bratislavský VK         | VK Prešov                 |
| 2017-18 mer information | Bratislavský VK         | VK Slávia EU Bratislava | UKF Nitra                 |
| 2018-19 mer information | VK Slávia EU Bratislava | Bratislavský VK         | VTC Pezinok               |
| 2019-20 mer information | Ingen vinnare utsedd    | Ingen vinnare utsedd    | Ingen vinnare utsedd      |
| 2020-21 mer information | VK Slávia EU Bratislava | VTC Pezinok             | UKF Nitra                 |
| 2021-22 mer information | VK Slávia EU Bratislava | UKF Nitra               | VK Nové Mesto nad Váhom   |

## Resultat per lag
| Lag                     | Antal titlar | Säsonger för vunna titlar |
| ----------------------- | ------------ | --- |
| VK Slávia EU Bratislava | 20           | 1992-93, 1993-94, 1994-95, 1997-98, 1998-99, 1999-00, 2000-01, 2001-02, 2002-03, 2003-04, 2007-08, 2009-10, 2010-11, 2012-13, 2014-15, 2015-16, 2016-17, 2018-19, 2020-21, 2021-22 |
| Bratislavský VK         | 4            | 2008-09, 2011-12, 2013-14, 2017-18 |
| SVK Senica              | 3            | 2004-05, 2005-06, 2006-07 |
| AC Uniza Žilina         | 2            | 1995-96, 1996-97 |